# Cristin Walker
Pour les articles homonymes, voir Walker.
Cristin Walker née le 3 mai 1988 à Houston, est une coureuse cycliste professionnelle américaine.

## Palmarès sur piste

### Championnats continentaux
- 2011
  -  Médaillée d'argent du keirin aux championnats panaméricains
  -  Médaillée de bronze du 500 mètres aux championnats panaméricains

### Championnats des États-Unis
- 2007
  - 3e du keirin
- 2008
  - 3e du keirin
- 2009
  -  Championne des États-Unis du 500 mètres
  -  Championne des États-Unis du keirin
  -  Championne des États-Unis de la vitesse
- 2010
  - 2e de la vitesse
- 2011
  - 2e de la vitesse
- 2012
  - 2e du keirin